# Прость (приток Старицы)
Прость — река в Нижегородской области России. Левый приток верхнего течения Старицы в южной части Ветлужского района.
Длина реки составляет 24 км. Площадь водосборного бассейна — 167 км².
Прость течёт по болотистой лесной местности левобережной поймы Ветлуги. Русло извилистое. Пресекает несколько старичных озёр, крупнейшие — Восиково и Сумки. Устье реки находится в 22 км по левому берегу реки Старица, на высоте 84 м над уровнем моря.
Притоки (от истока): Осечиха, Кипельдиха, Анбердиха.

## Данные водного реестра
По данным государственного водного реестра России относится к Верхневолжскому бассейновому округу, водохозяйственный участок реки — Ветлуга от города Ветлуга и до устья, речной подбассейн реки — Волга от впадения Оки до Куйбышевского водохранилища (без бассейна Суры). Речной бассейн реки — (Верхняя) Волга до Куйбышевского водохранилища (без бассейна Оки).
Код объекта в государственном водном реестре — 08010400212110000042598.